# Conselho Nacional de Mulheres do Uruguai
O Conselho Nacional de Mulheres do Uruguai (CONAMU; em castelhano: Consejo Nacional de Mujeres del Uruguay) foi uma organização feminista criada em 1916, associada ao Conselho Internacional de Mulheres. Foi liderada por Paulina Luisi e integrada por diversas associações focadas no "progresso moral, intelectual, social e humanitário das mulheres".

## Origem
O CONAMU surgiu num contexto de reforma constitucional e uma de suas primeiras atividades foi exigir o direito ao sufrágio feminino, sendo esse direito aprovado no Uruguai em 1932. No entanto, a maior parte do trabalho do grupo não esteve vinculado à agenda sufragista, mas sim a uma variedade de atividades centradas em:    
"estudar  e  obter  melhorias  em  todas  as  questões  relativas  à    assistência  da   mulher  e das crianças;  tutela  e  proteção  da    infância;  proteção à   maternidade; questões  de  higiene;  obras  de  educação;  luta  contra  o  alcoolismo;  a tuberculose e a avariosis; luta contra a pornografia e o jogo e as mil obras que interessam diretamente às mulheres e ao lar e que podem ser campo fecundo às atividades de nosso sexo.”
Entre 1917 e 1925 o CONAMU publicou revista-a Acción Femenina, na que difundia o pensamento feminista e informava a suas sócias sobre as diferentes atividades realizadas.    
As integrantes do Conselho eram mulheres destacadas na cultura e política nacional, entre elas a médica Isabel Pinto Vidal, a advogada Clotilde Luisi, a política Fanny Carrió e a maestra Enriqueta Compte e Riqué.